# David Acord
David Acord é um sonoplasta e dublador americano. Como reconhecimento, foi nomeado ao Oscar 2016 na categoria de Melhor Edição de Som|Melhor Edição de Som por Star Wars: The Force Awakens.